# Wreay
Wreay (uitgesproken als Ríe-ee) is een klein dorp in het Engelse graafschap Cumbria nabij Carlisle. Het maakt deel uit van de civil parish St Cuthbert Without. 

## Sara Losh
In het dorp staan enkele bouwwerken van de plaatselijke architect Sara Losh (1785-1853). Zij was een welgestelde grootgrondbezitter en veel beter opgeleid dan de meeste welgestelde vrouwen van haar tijd. Ze sprak onder meer Frans en Italiaans en was door een grand tour rond 1815 geïnspireerd geraakt door de vroege kerkelijke bouwkunst van het Europese vasteland. Losh ontwierp verschillende gebouwen in en om het dorp waar ze woonde, en liet ze van haar eigen geld bouwen. 
Het belangrijkste monument is de St Mary's Church, ter herinnering aan haar geliefde zuster Katharine gebouwd tussen 1840 en 1842 naar het model van de oudste romaanse kerken: een rechthoekig schip zonder toren, met een flinke halfronde apsis. In die jaren vierde de neogotiek hoogtij, dus een neoromaanse kerk was niet in de mode. Dat was echter de keuze van Losh, die bovendien overeenstemde met haar beperkte architecturale opleiding. 
Zij voorzag de kerk rijkelijk van stenen beelden en ornamenten, deels door haar zelf vervaardigd, deels door plaatselijke ambachtslieden, die niet allemaal even geschoold waren. De glas-in-loodramen zijn vervaardigd door een professionele glaskunstenaar uit Newcastle upon Tyne, William Waile. Het primitief aandoende resultaat was geheel volgens de ideeën van Sara Losh, die de ornamentiek nastreefde van het vroegste Westerse christendom, dat van de Angelsaksen en de Longobarden. 
De kerk werd geprezen door Dante Gabriel Rossetti in een brief van 21 augustus 1869: 'full of beauty and imaginative detail, though extremely severe and simple' en door de architectuurhistoricus Nikolaus Pevsner als een van de beste vroege victoriaanse kerken.
Ook het landhuis van Losh werd door haar uitgebreid met een zelfontworpen vleugel, en op de begraafplaats zette ze als grafsteen voor haar ouders een door haar ontworpen herinterpretatie van het Bewcastle Cross, een Angelsaksisch grafmonument dat dateert uit ca. 700. 

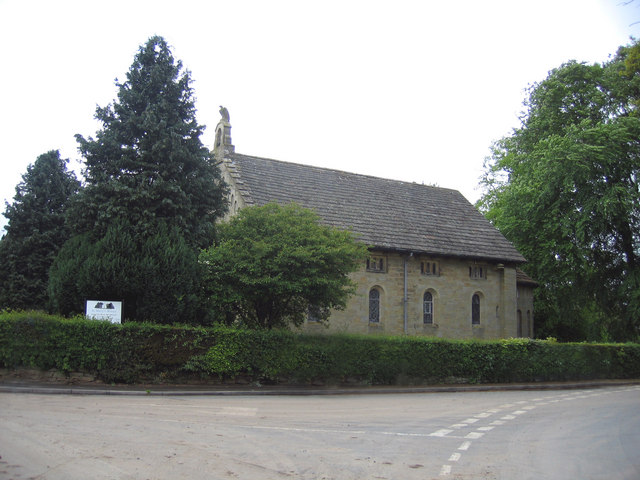
St Mary's Church, Wreay
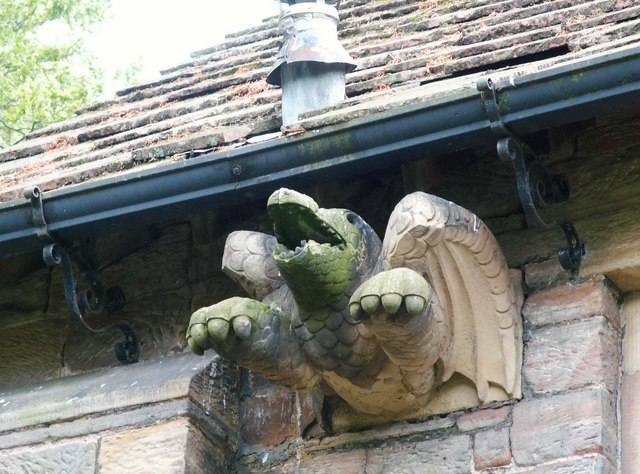
Waterspuwer
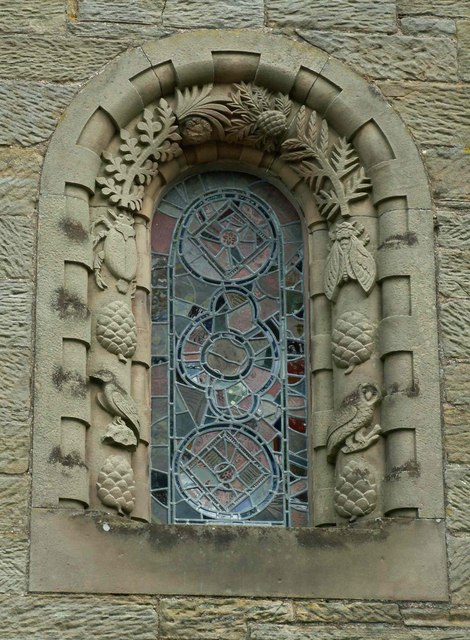
Glas-in-loodraam met stenen omlijsting
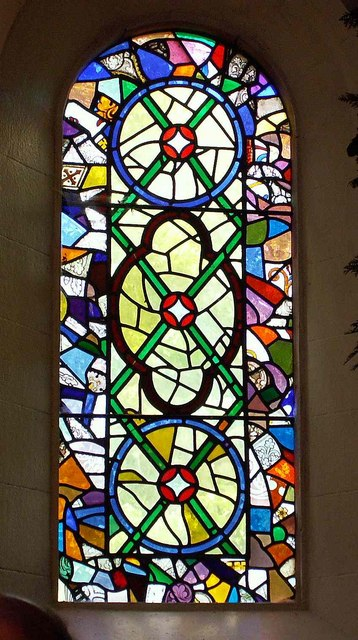
Venster
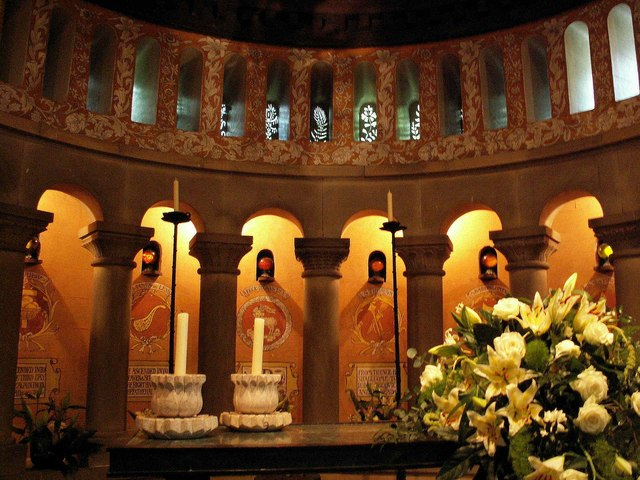
Altaar en apsis
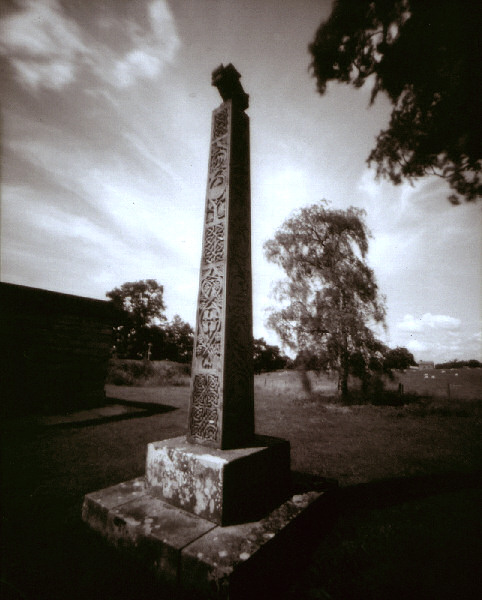
Replica van het Bewcastle Cross